# فرانك كولينز (مغني)
فرانك كولينز (بالإنجليزية: Frank Collins)‏ هو مغني وملحن بريطاني، ولد في 25 أكتوبر 1947 في ليفربول في المملكة المتحدة.

## وصلات خارجية
- فرانك كولينز على موقع ميوزك برينز (الإنجليزية)
- فرانك كولينز على موقع ديسكوغز (الإنجليزية)